# Тренёв, Константин Андреевич
Константи́н Андре́евич Тренёв (21 мая [2 июня] 1876 или 2 июня 1876, Бакшеевка, Волчанский район — 19 мая 1945, Москва) — педагог, советский прозаик и драматург. Создатель первого в драматургии образа В. И. Ленина (1937). Лауреат Сталинской премии первой степени (1941). Членом большевистской партии не был.

## Биография
Родился в семье бывшего крепостного крестьянина Андрея Кирилловича Тренёва. В поисках «вольной земли» семья Тренёвых перебралась из Харьковской губернии в Область Войска Донского, где обосновалась на хуторе Мокрая Журавка, вблизи железнодорожной станции Миллерово.
Начальное образование получил в земской школе. В 1890—1893 годах учился в Донском окружном училище в станице Каменская, а по его окончании — в земледельческом училище под Харьковом.
Окончил Донскую духовную семинарию в Новочеркасске (1896—1899), а потом — духовную академию в Петербурге. В 1901—1903 годах учился в Петербургском археологическом институте. Работал учителем. Коллежский асессор.

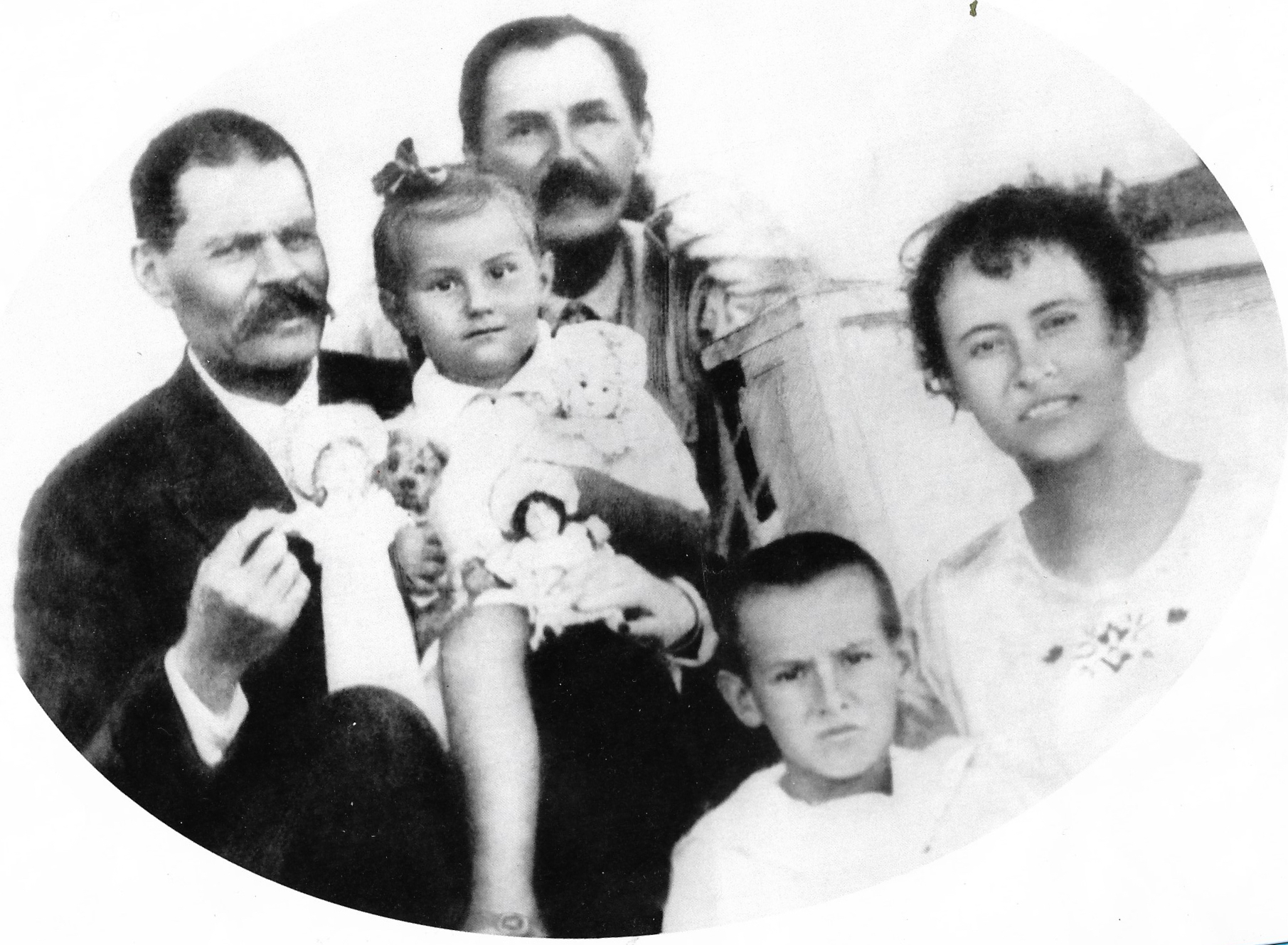
Семья Тренёвых и Максим Горький

Первое произведение (очерк «На ярмарку») было опубликовано в 1898 году в газете «Донская речь». В 1903 году начал публиковаться в столичной прессе. В 1903—1904 годах становится во главе «Донской речи», издававшейся в Ростове-на-Дону. В статьях и фельетонах в «Донской речи» резко критиковал администрацию и духовенство (несмотря на то, что его тесть был священником), часто выступал с театральными рецензиями. После закрытия в декабре 1905 года «Донской речи» активно сотрудничал в новочеркасской газете «Донская жизнь».
Входил в руководство Донской организации Конституционно-демократической партии.

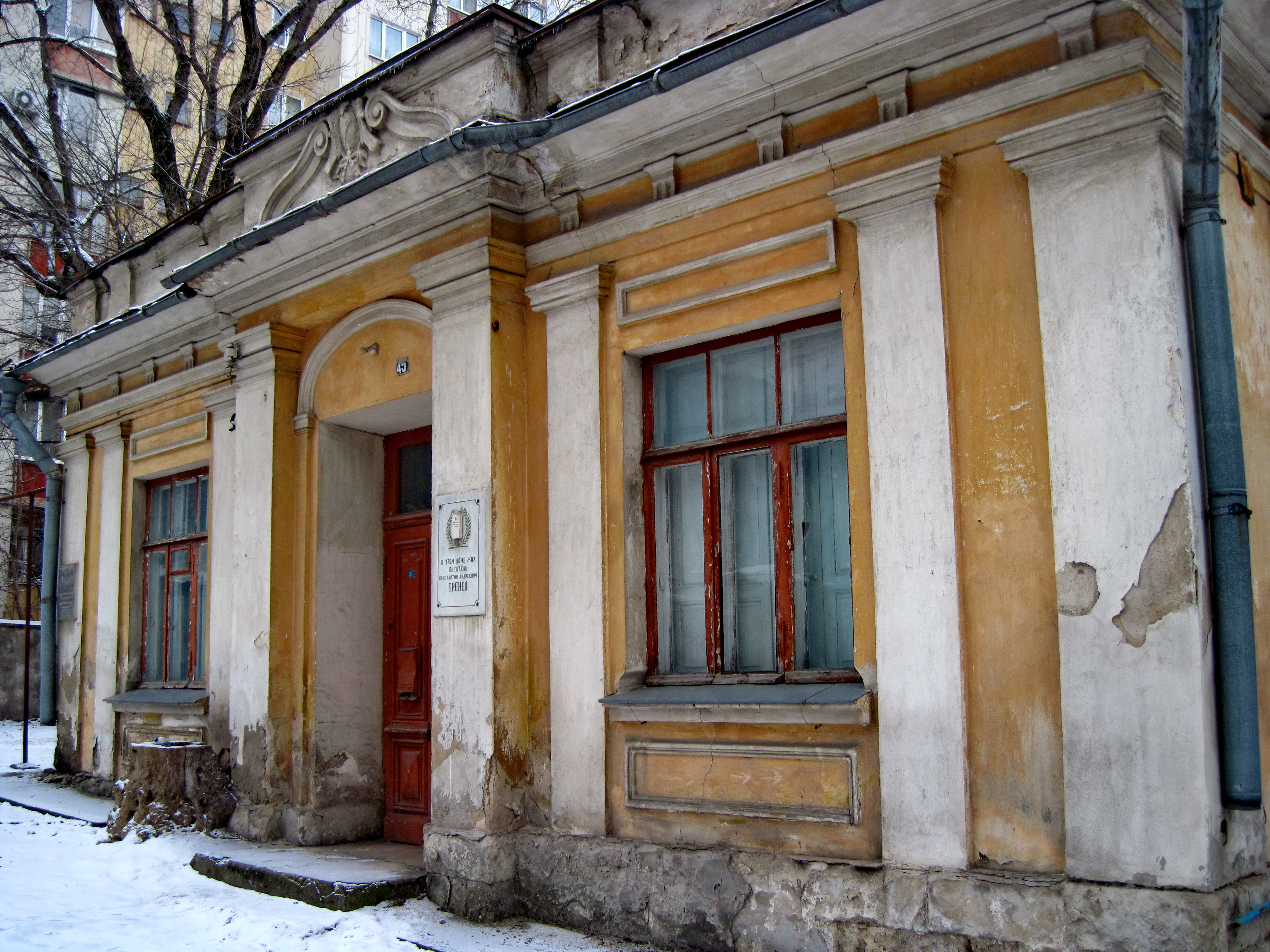
Дом, Бульвар Франко, 45, в котором жил Тренёв в Симферополе в 1926—1931 годах

В 1909—1931 годах жил в Симферополе. Работал учителем в частной женской гимназии Валентины Станишевской, частной женской гимназии Оливер, в частной мужской гимназии Волошенко, в Симферопольском реальном училище. В 1911 году Тренёв отправил первое своё крупное произведение Максиму Горькому на Капри, и маститый писатель откликнулся на него тёплым отзывом, что повлияло на творчество Тренёва. В 1914 году стал членом Таврической учёной архивной комиссии (в 1923 году переизбран в члены её преемника — Таврического общества истории, археологии и этнографии).
Первая книга рассказов журналиста Тренёва опубликована в Москве в 1915 году. В годы Гражданской войны находился в Крыму, рискуя быть арестованным и расстрелянным — и белым, и красным он казался чуждой фигурой, представителем противоположных сил. Переживания и впечатления Тренёва от этого периода легли в основу пьесы «Любовь Яровая».
После установления советской власти работал в Крымском отделе народного образования, руководил редакционно-издательской частью Крымиздата.
Уже будучи известным писателем, в 1921 году прослушал курс на агрономическом факультете в крымском Таврическом университете.
В 1925 году историческая драма Тренёва «Пугачёвщина» была принята к постановке сразу двумя академическими театрами — ленинградской Акдрамой (режиссёр — Игорь Терентьев, художник — Николай Акимов, композитор — Юрий Шапорин; в роли Пугачёва-протагониста а-ля Зорро-Фэрбенкс — Игорь Ильинский) и московским МХАТом 1-м (режиссёр — В. И. Немирович-Данченко, в заглавной роли — Иван Москвин). Премьера в «бывш. Александринке» была отложена, а сдержанно принятый критикой мхатовский спектакль принёс автору пьесы репутацию «родоначальника русской советской героической драмы» (хотя сам автор, да и зритель, отдавали предпочтение выпущеной с задержкой и с «заменами» ленинградской постановке).
В 1926 году во многих театрах СССР состоялась премьера самой известной пьесы Тренёва «Любовь Яровая», которая сразу обрела популярность и впоследствии ставилась много раз. В 1928 году к пьесе Тренёва обращался Большой драматический театр (режиссёр Б. М. Дмоховский). В 1936 году пьесу поставил во МХАТе В. И. Немирович-Данченко. В 1937 году МХАТ показал этот спектакль на гастролях в Париже, приуроченных ко Всемирной выставке. Уже после смерти драматурга, в 1953 году режиссёр Ян Фрид снял спектакль на киностудии «Ленфильм». Произведение демонстрировалось в советских кинотеатрах как фильм-спектакль и стало лидером проката 1953 года.
С 1916 года и до последних дней Максима Горького дружил и общался с писателем, испытал его литературное влияние. Первая их встреча состоялась в мае 1916 года в Мустамяки, летом 1916 года писатели встречались в Симферополе, в августе-сентябре 1917 года они жили на дачах в Коктебеле (Крым), а последняя встреча состоялась в мае 1936 года в Тессели (Крым), где Тренёв навестил Горького чтобы посоветоваться в связи с подготовкой по постановлению Совета народных комиссаров пьесы к 20-летию Октябрьской революции и созданием первого сценического образа В. И. Ленина. В 1937 году актёр в образе Ленина впервые вышел на подмостки — в спектакле «На берегу Невы» Малого театра по пьесе Константина Тренёва.
С 1931 года жил в Москве. В годы Великой Отечественной войны вместе с другими писателями выехал в эвакуацию в Татарстан, где проживал в Чистополе. Вошёл в «совет эвакуированных», занимавшийся неотложными нуждами писательской колонии, размещением эвакуированных в домах местных жителей, организацией столовой для одиноких литераторов, открытием детского сада.  В книге «Скрещение судеб», посвящённой последним годам жизни Марины Цветаевой, Мария Белкина утверждала, что именно под давлением Тренёва Цветаевой за пять дней до самоубийства было отказано в праве жить у знакомых в Чистополе, где якобы ей обещали помочь найти работу.
Как отмечал Тренёв, работал он очень медленно, только для сбора исторического материала для нового литературного произведения у него уходил год.
10 мая 1945 года в «Литературной газете» была опубликована последняя статья Тренёва — «Непобедимая мощь».

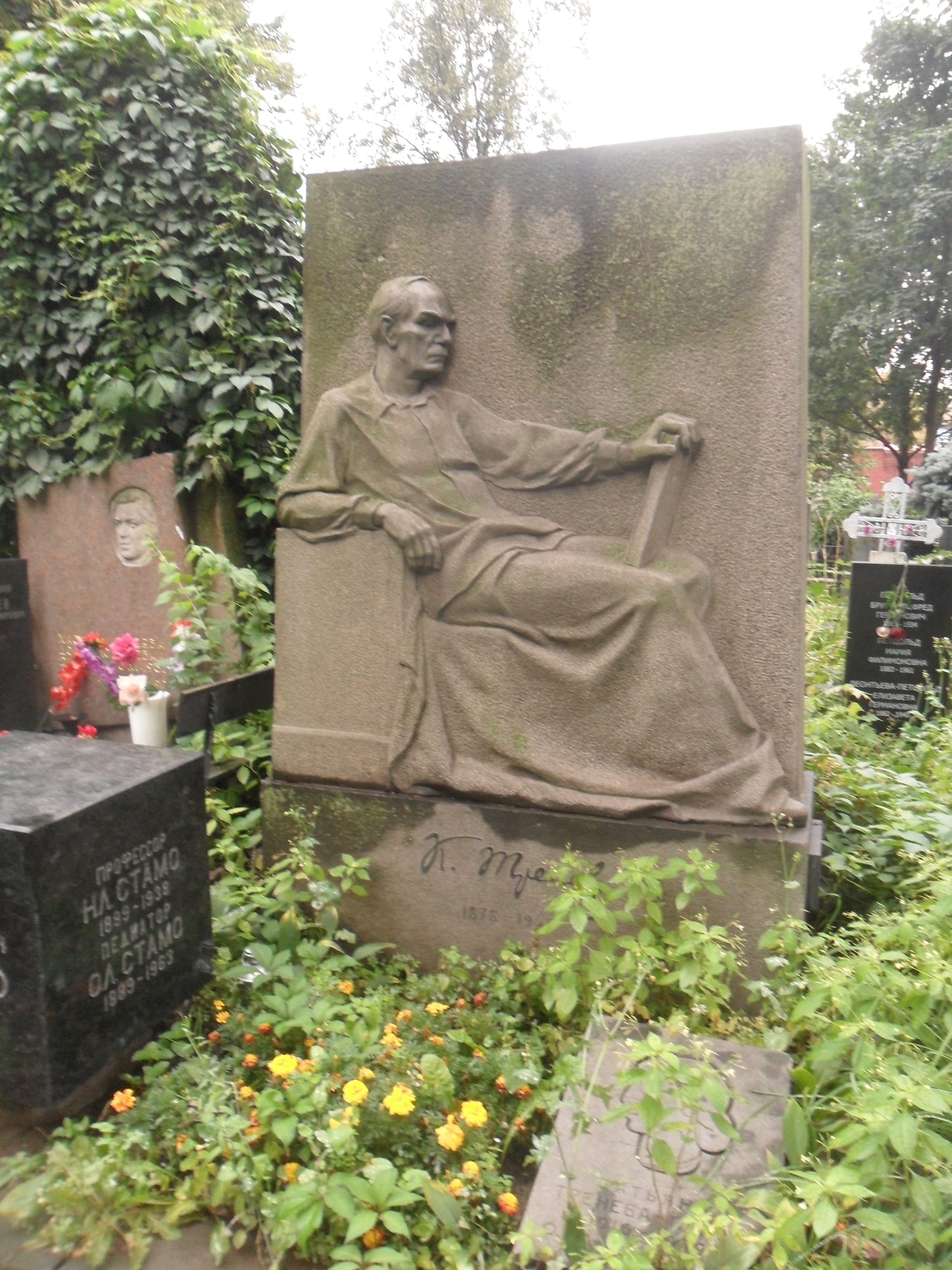
Надгробный памятник

Умер от болезни сердца 19 мая 1945 года в своём кабинете, в писательском доме в Лаврушинском переулке. Был отпет в храме Всех Скорбящих Радость на Ордынке. В большевистской партии никогда не состоял. Похоронен в Москве на участке № 1 Новодевичьего кладбища.

## Семья
- Дочь — Наталья (1904—1980), переводчица, вышла замуж за другого знаменитого писателя сталинской эпохи, П. А. Павленко.
  - Их сын Андрей Павленко (1939—1970) был филологом, специалистом по Индонезии.
- Сын — Виталий (1908—1953) был архитектором и писателем (автором романов из морской жизни).
  - Внучка — Елизавета Тренёва (1944—2023), журналистка, автор биографических статей о деде[3].

## Творчество

### Сочинения
- 1912 — «Дорогины»
- 1915 — «Владыка» (рассказы)
- 1924 — «Пугачёвщина» (пьеса)
- 1926 — «Любовь Яровая» (2-я ред. 1936, экранизирована в 1970)
- 1926 — «Жена»
- 1931 — «Ясный лог»
- 1934 — «Опыт»
- 1935 — «Гимназисты»
- 1937 — «На берегу Невы» (пьеса)
- 1941 — «Анна Лучилина»
- 1942 — «Навстречу»
- 1945 — «Полководец»

### Избранные театральные постановки
- 1925 — «Пугачёвщина», МХАТ 1-й, режиссёр В. И. Немирович-Данченко[13]
- 1926 — «Пугачёвщина», Государственный театр драмы, режиссёры: Леонид Вивьен, Николай Петров, Константин Хохлов[14][12][10]
- 1928 — «Любовь Яровая», Ленинградский Большого драматический театр им. М. Горького. Режиссёр Б. М. Дмоховский
- 1936 — «Любовь Яровая», МХАТ, режиссёр В. И. Немирович-Данченко
- 1937 — «На берегу Невы», Государственный театр драмы им. А. С. Пушкина. Режиссёр Александр Музиль [17]

- 1951 — «Любовь Яровая», Ленинградский Большого драматический театр им. М. Горького. Режиссёр Иван Ефремов
- 1959 — «Гимназисты», Детский театр им. Л. К. Диковского Городского Дворца творчества «Одарённость и технологии» г. Екатеринбург. Режиссёр Леонид Диковский
- 1977 — «Любовь Яровая», Малый театр СССР. Режиссёр П. Н. Фоменко[18]

## Экранизации
- «Любовь Яровая» — фильм-спектакль 1953 года: реж. Ян Фрид
- «Любовь Яровая» — фильм 1970 года: реж. Владимир Фетин
- «Любовь Яровая» — телеспектакль 1977 года: реж. Виктор Турбин

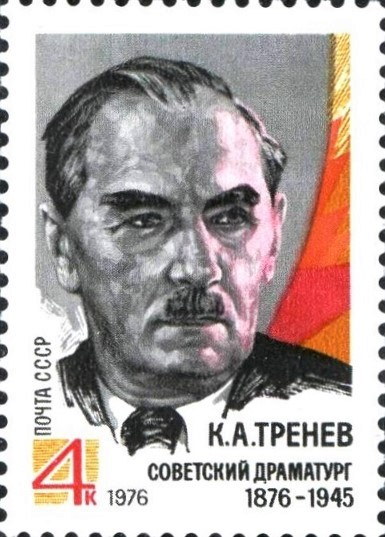
Почтовая марка СССР № 4577. 1976. 100-летие со дня рождения К. А. Тренева

- «Любовь Яровая» — телеспектакль 1981 года:: реж. Пётр Фоменко

## Награды и премии
- Сталинская премия первой степени (1941 — за пьесу «Любовь Яровая», редакция 1937).
- орден Трудового Красного Знамени (10.06.1938) — в связи с 40-летием литературной деятельности и за выдающиеся заслуги в развитии советской драматургии.
- орден «Знак Почёта» (31.01.1939)

## Память о Тренёве
В память о советском драматурге в разных городах были названы сёла, районы, улицы, пароходы, школы его именем, установлены мемориальные доски и памятник:
- Донецк — улица Тренёва.
- Каменск-Шахтинский — переулок Тренёва и мемориальная доска на здании реального училища[19].
- Константиновск — мемориальная доска на доме, где он жил.
- Новочеркасск — переулок Тренёва и мемориальная доска на здании бывшей семинарии[20].
- Ростов-на-Дону — улица Тренёва[21].
- Симферополь — улица, гимназия № 11 и парк носят имя Тренёва, а также памятник драматургу, установленный в 1960 году (скульптор Е. Ф. Белашова-Алексеева, архитектор Н. С. Кучерова)[22].
- Тренёво — исчезнувшее село в Крыму.
- По линии Саратов — Сталинград ходил среднемагистральный грузопассажирский колёсный пароход «Константин Тренёв»[23].
- Астрахань — улица Тренёва.
- Волчанск — мемориальная доска на здании бывшего педагогического училища, где преподавал Тренёв.

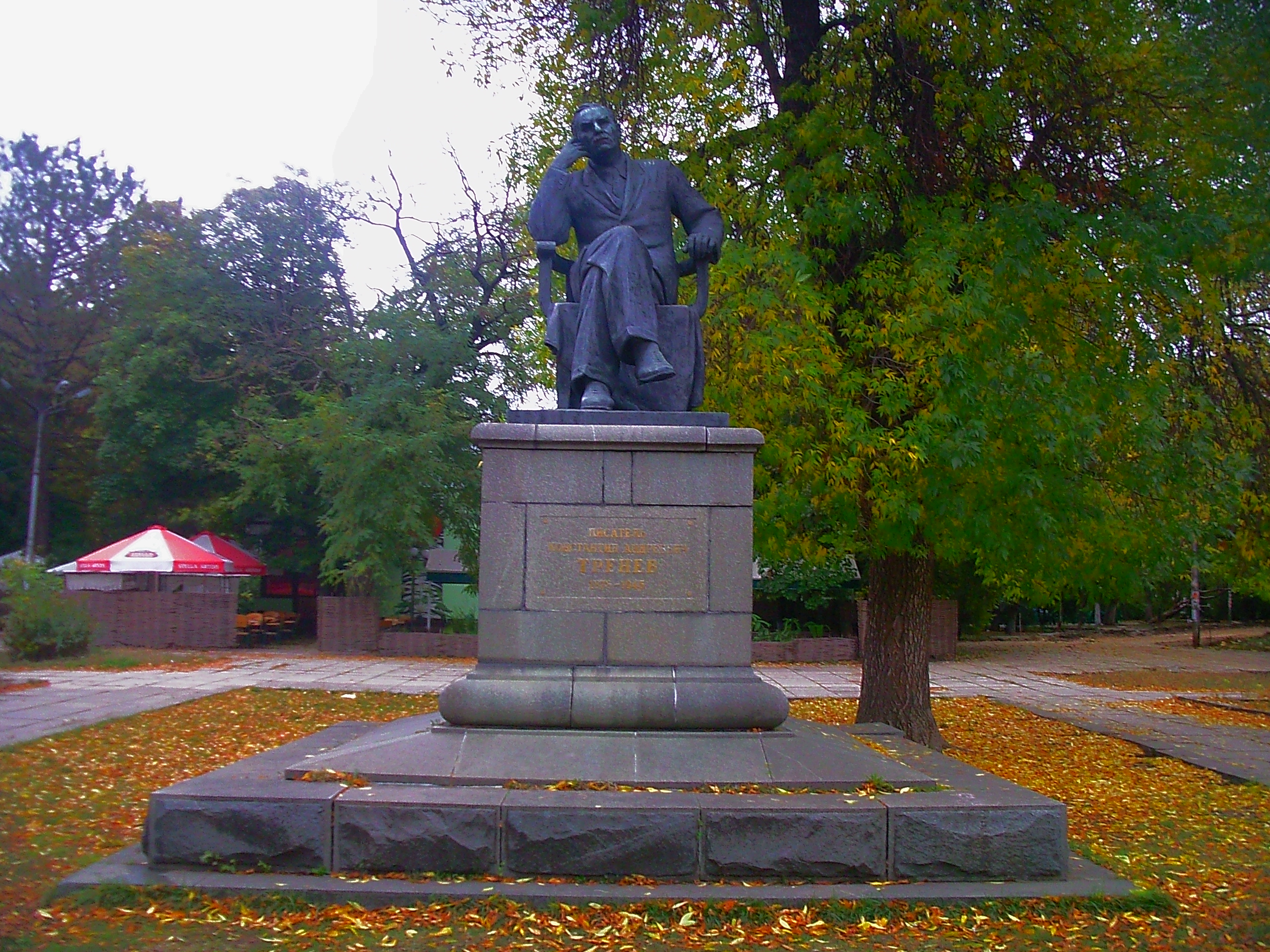
Памятник Тренёву в Симферополе
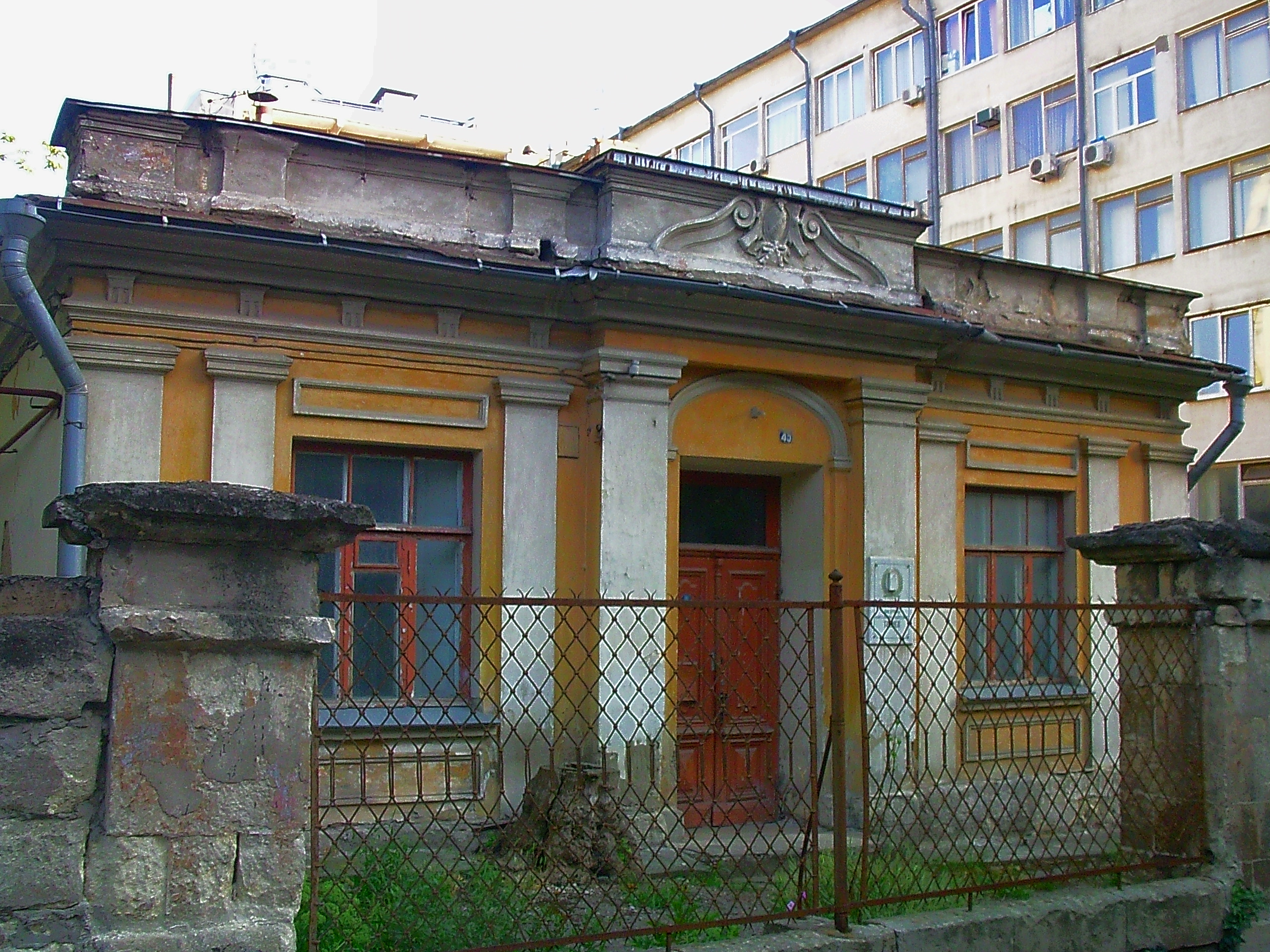
Дом в Симферополе (бульвар И. Франко 45), в котором Тренёв жил с 1909 года
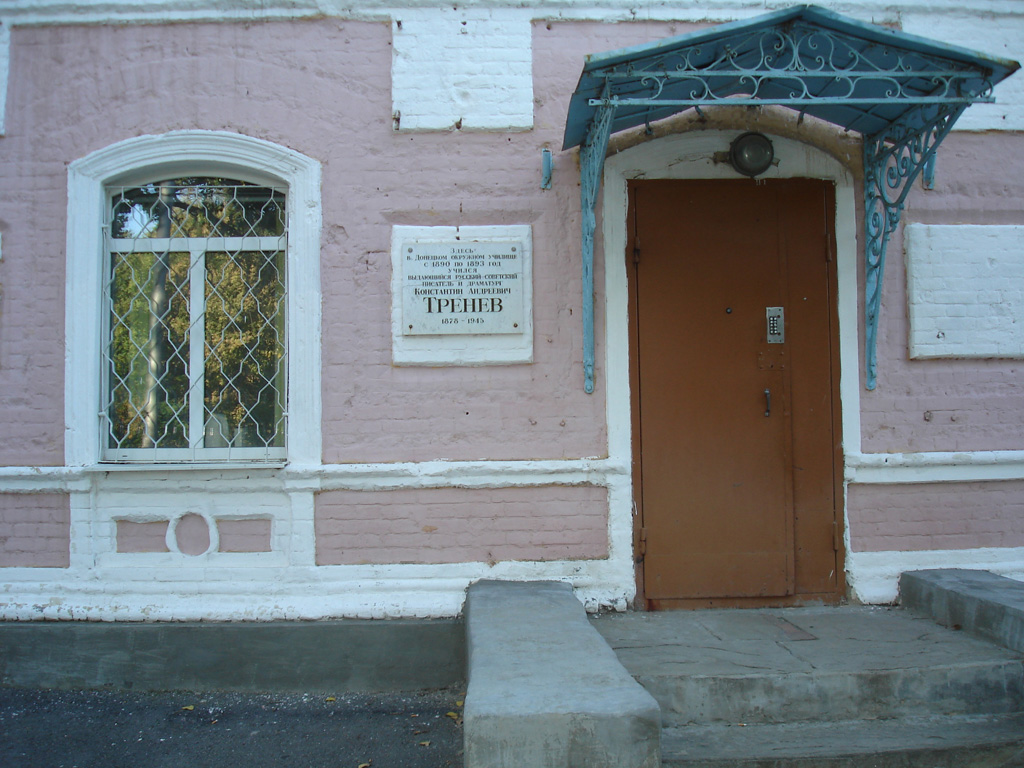
Здание реального училища (пр. К. Маркса) в Каменске-Шахтинском
Мемориальная доска на здании реального училища